# Museo Czartoryski
Il Museo Czartoryski (in polacco Muzem Czartoryskich) è uno dei più importanti musei della Polonia. Fa parte del Museo nazionale di Cracovia.

## Storia
Fu fondato nella città di Cracovia nel 1796 dalla principessa Izabela Fleming, moglie di Adam Kazimierz Czartoryski, nella propria residenza a Puławy con l'intento di preservare la cultura e la storia polacca secondo il motto il passato per il futuro. È il primo museo storico, in ordine cronologico, di tutta la Polonia. L'obiettivo della principessa era, fedele al motto "il passato nel futuro", conservare cimeli storici e farne un patrimonio per le generazioni future ma soprattutto, alimentare gli ideali indipendentisti della Polonia, allora spartita fra Austria, Prussia e Russia. La passione della principessa Izabela e dei suoi figli per l'arte e il patrimonio di cui la famiglia Czartoryski poteva disporre permise al museo di arricchirsi rapidamente di numerose opere d'arte. 
I primi reperti di cui il museo fu dotato furono alcuni trofei che commemoravano la vittoria contro i turchi nella Battaglia di Vienna del 1683. Fallita l'insurrezione del novembre del 1830 (nel quale la famiglia della principessa era implicata), tutte le opere vennero segretamente trasferite da Puławy a Parigi e solo circa 40 anni più tardi, quando la Galizia riacquistò l'indipendenza e si crearono le condizioni favorevoli per lo sviluppo della cultura nazionale, fu possibile trasportare la collezione a Cracovia. Questa volta le opere furono ospitate nel palazzo dell'arsenale, offerto dalla città, e nei palazzi adiacenti. Il museo, nuovamente in pericolo durante la seconda guerra mondiale, fu sottoposto ad un secondo trasloco quando le truppe naziste trasportarono la collezione in Germania. Con la sconfitta della Germania, le opere ritornarono in Polonia ma alcuni reperti non sono mai stati ritrovati, come il Ritratto di giovane uomo di Raffaello.
Oggi il museo espone oggetti d'arte romana, greca, egizia ed etrusca. È presente una nutrita collezione di armature, spade e alabarde, arte europea ed asiatica, dipinti italiani, olandesi e fiamminghi. L'opera d'arte per cui il museo è famoso è Dama con l'ermellino di Leonardo, che dal 19 maggio 2017 al 20 dicembre 2019 è stata esposta nell'edificio principale del Museo Nazionale di Cracovia.

## Galleria d'immagini

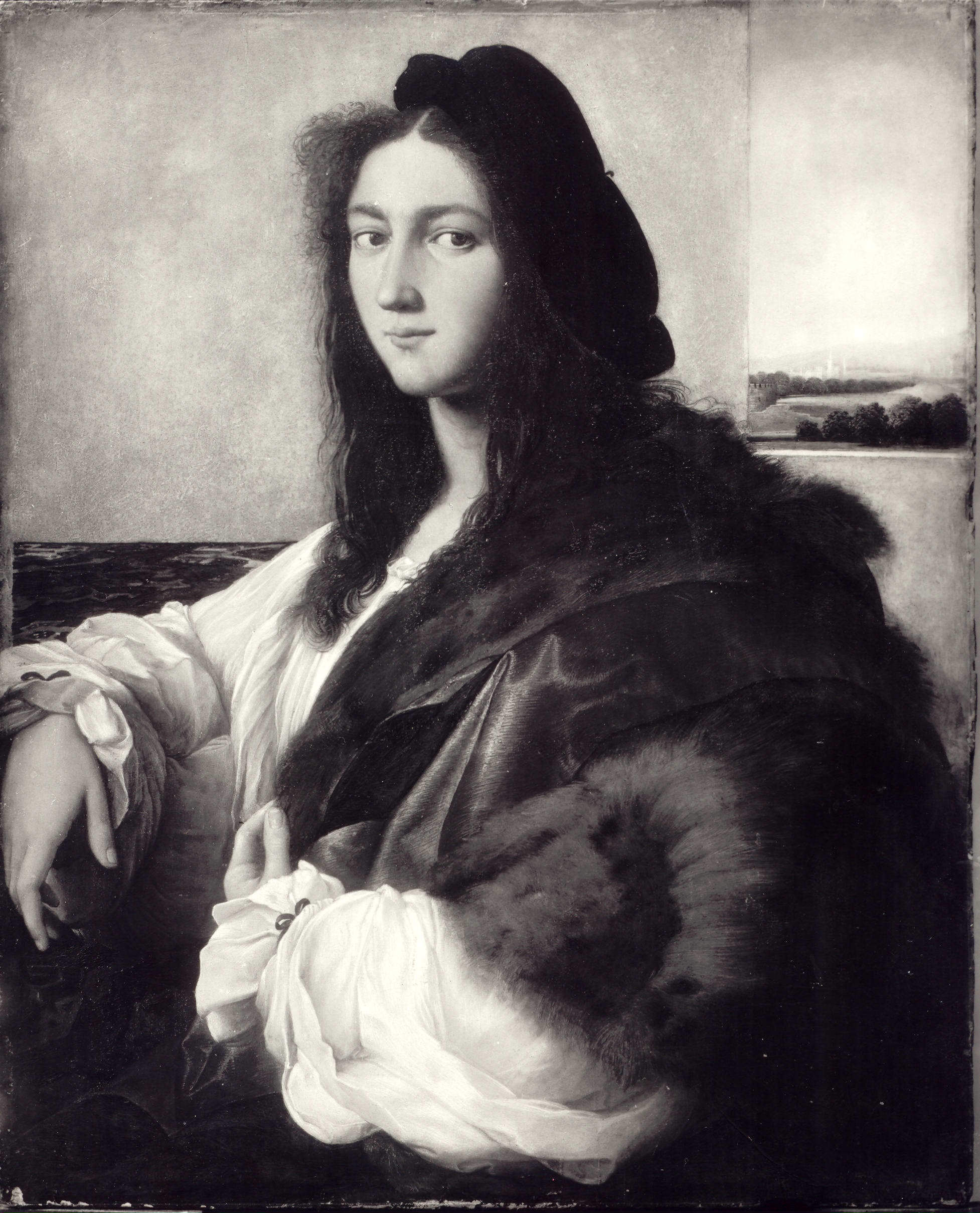
Raffaello Sanzio, Ritratto di giovane uomo, 1513-1514, olio su tavola, 72x56 cm
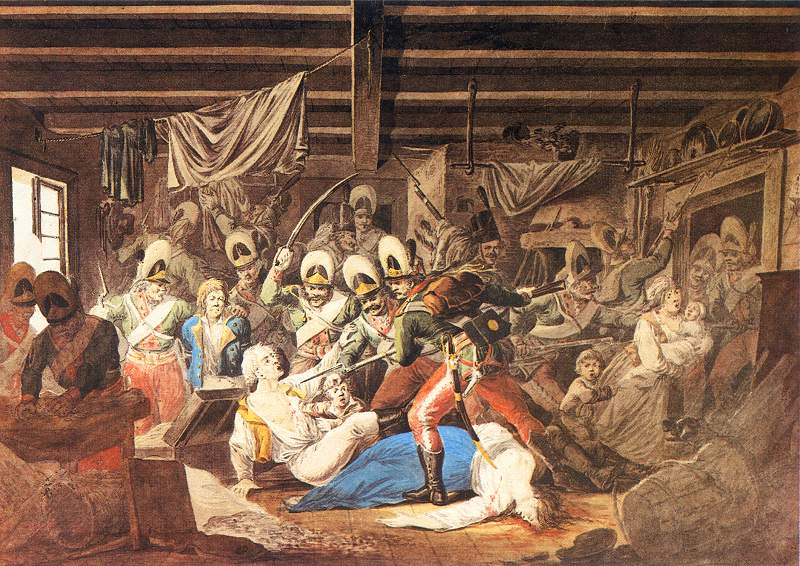
Aleksander Orłowski, La battaglia di Praga, 1810 circa, acquarello su carta, Cracovia, Museo Czartoryski
Leonardo da Vinci, Dama con l'ermellino, 1490 circa, olio su tavola, 54,8x40,3 cm
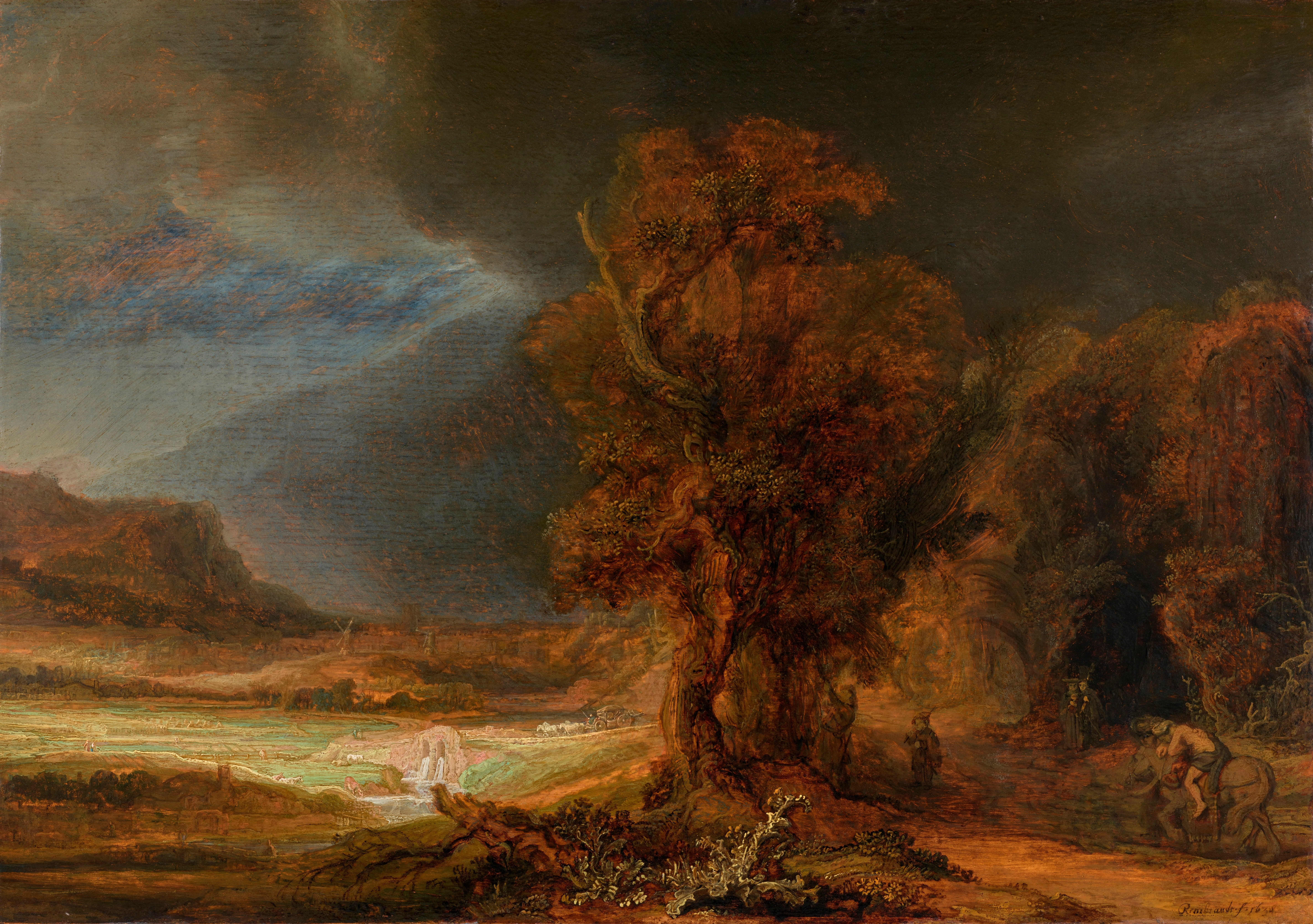
Rembrandt, Paesaggio con il buon samaritano, 1638, olio su tavola, 46x65,5 cm, Cracovia, Museo Czartoryski